# Bective Abbey

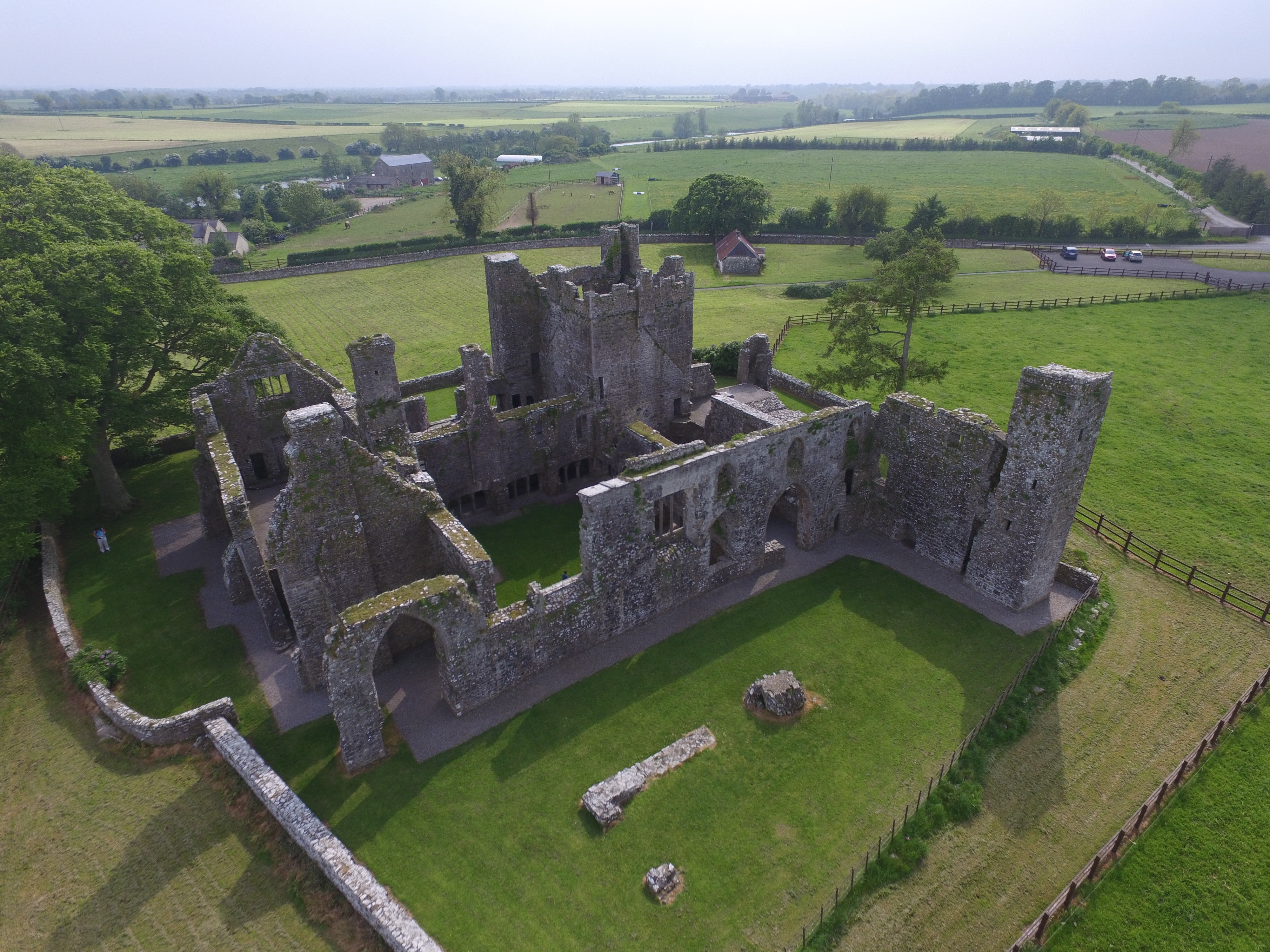
Bective Abbey

Bective Abbey (irisch Beigthigh, Mainistir Bheigthí; lat. Beatitudo Dei) ist eine ehemalige Zisterzienserabtei im County Meath in Irland. Sie liegt 7,5 km von Trim in Richtung nach Navan am linken Ufer des Flusses Boyne, am Westrand des historischen Pale.

## Geschichte
Das Kloster wurde 1147, noch vor der anglonormannischen Invasion, als eines der ersten Zisterzienserklöster in Irland vom König von Meath Murchad Ua Maeil Sheachlainn (anglis. Murchadha O’Melaghlin) als Tochterkloster von Mellifont Abbey gestiftet und gehörte damit der Filiation der Primarabtei Clairvaux an. Vom ersten Bau des 12. Jahrhunderts haben sich keine sichtbaren Reste erhalten. In dem einst bedeutenden Kloster wurde 1195 Hugh de Lacy (Lord of Meath) begraben. Das Kirchenschiff weist noch vermauerte Arkaden aus dem späten 13. Jahrhundert auf. Im 14. Jahrhundert wurde die Anlage als Festung ausgebaut. 1537 erfolgte die Aufhebung des Klosters. Die Kirche verlor schon kurz darauf ihr Dach. In der Folge wurde das um 1600 zu einem Herrenhaus gewordene Kloster bei mehrmaligem Besitzerwechsel zur Ruine.

## Bauten und Anlage

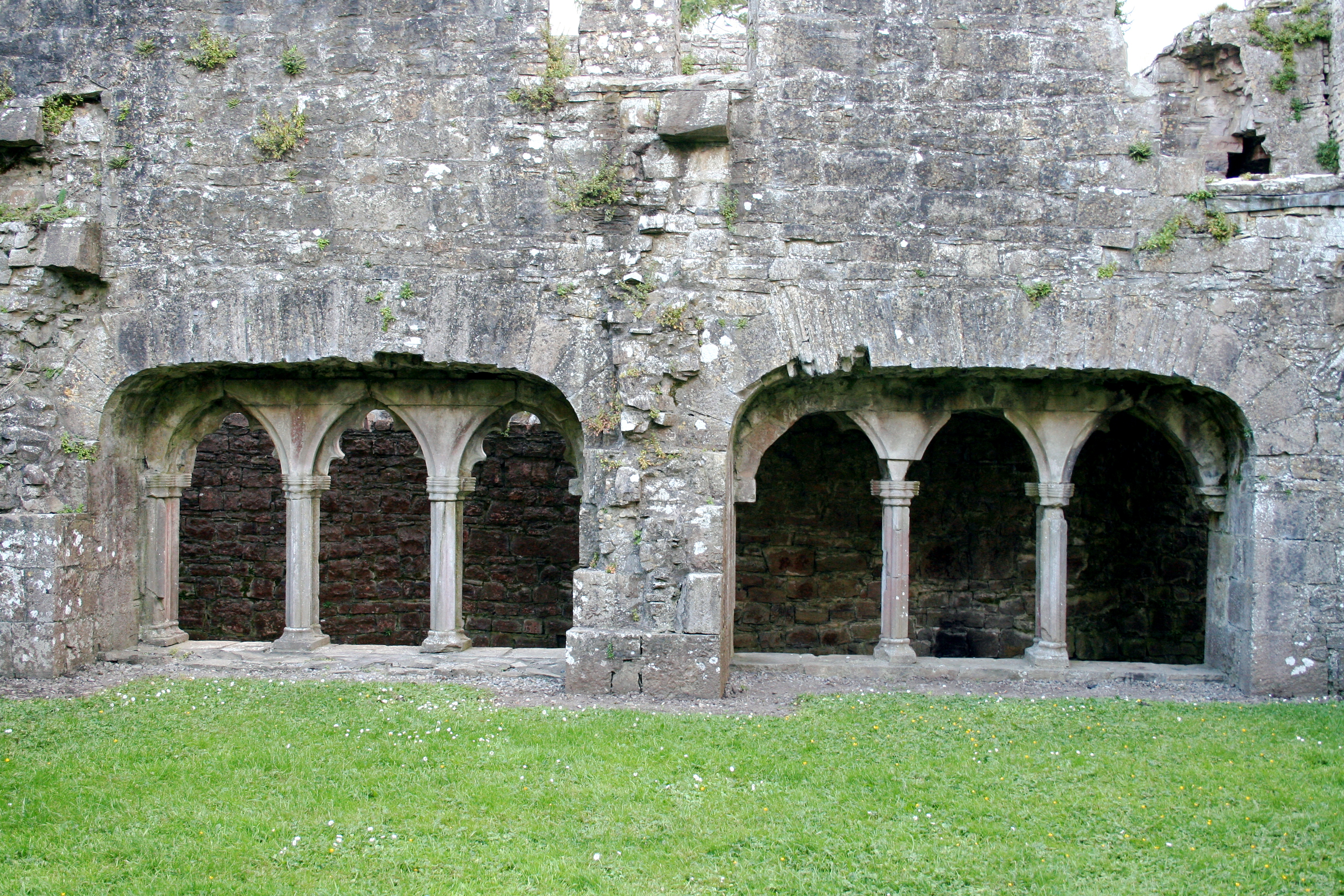
Der Kreuzgang

Die Gebäude des Klosters liegen um einen kleinen Kreuzgang und sind erst im späten Mittelalter entstanden. In der Südwestecke steht ein starker Verteidigungsturm. Das Kloster hat noch einen zweiten Verteidigungsturm, ein dritter dürfte über der Vierung der Kirche errichtet worden sein. Der Mönchsflügel im Osten hat ungewöhnlich dicke Mauern.